# 大石橋
大石橋（おおいしばし）は千曲川に架かる全長194.66 m・幅員8.0 mの道路橋梁である。長野県上田市・同県小県郡丸子町の道路の境界橋であったが2006年（平成18年）3月6日の新設合併後は上田市道の道路橋のひとつとなっている。

## 概要
- 区間 - 長野県上田市石井（左岸） - 同県同市大屋（右岸）※名前の由来である。
- 開通年月日 - 2004年（平成16年）3月20日 ※現在の橋

## 歴史
- 1918年（大正7年）11月21日 - 初代大石橋、丸子鉄道の千曲川鉄橋として開通。
  - 完成時は台形の平行ポニーワーレンが4つ大屋側に設置され、ノーアーチプレートが2つ石井側に設置されていた[1]。
- 1928年（昭和3年）8月 - 初代大石橋が大雨による千曲川の増水により石井側の2つが流失。まもなく九州から曲線形ポニーワーレン2つが運ばれて設置され再建[2]。
- 1969年（昭和44年）4月19日 - 上田丸子電鉄丸子線廃止。この時点で道路橋として再活用される事が決まり解体を免れる。
- 1971年（昭和46年）9月 - 道路橋の大石橋が開通。長野県上田市に架かる永久橋としては上田橋・大屋橋についで3番目の橋。
  - 鉄橋を活用していたため初代は幅員が狭く時差で片側通行信号が設置されていた。
- 2001年（平成13年）9月11日 - 台風による千曲川の増水で大屋側の一部が破損。これにより解体される。
- 2004年（平成16年）3月20日 - 2車線の道路橋として再建され、開通。

## 周辺
- しなの鉄道線大屋駅
- 大屋郵便局